# Solanum nelsoni
Solanum nelsoni är en potatisväxtart som beskrevs av Michel Félix Dunal. Solanum nelsoni ingår i släktet skattor som ingår i familjen potatisväxter. Inga underarter finns listade i Catalogue of Life.

## Bildgalleri

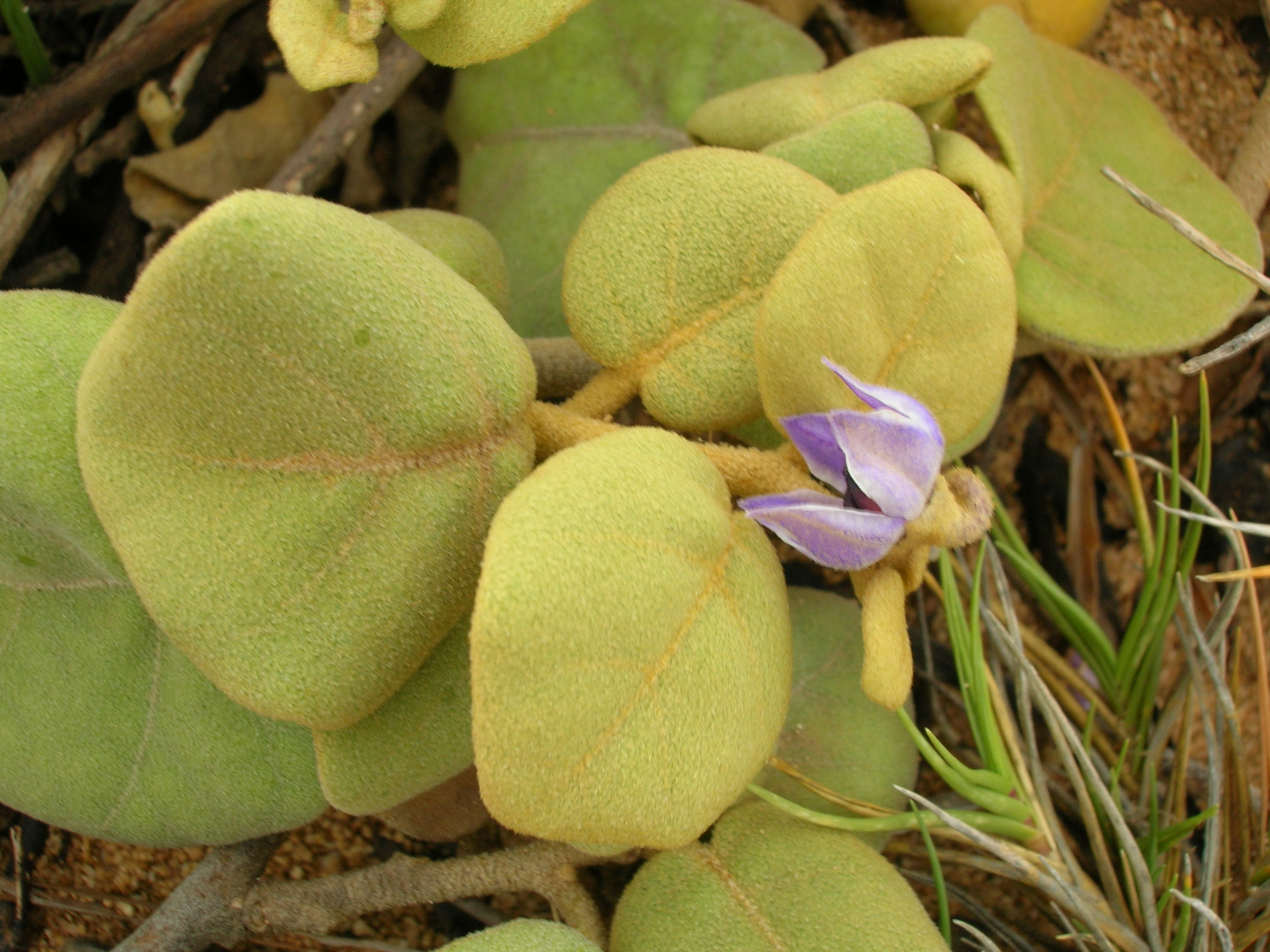